# Non voglio perderti
Non voglio perderti (No Man of Her Own) è un film del 1950 diretto da Mitchell Leisen.

## Trama
Helen Ferguson vive un momento drammatico: stringe tra le braccia il suo bambino mentre attende l’arrivo della polizia. Sconvolta, prega che il piccolo non debba pagare per gli errori che lei ha commesso, rievocando con angoscia il proprio passato. Un anno prima, a New York, Helen è incinta di otto mesi, senza denaro e abbandonata dal fidanzato Stephen Morley. Disperata, si presenta alla sua porta per chiedergli aiuto ma lui si limita a farle scivolare sotto l’uscio una busta con cinque dollari e un biglietto ferroviario per San Francisco. Umiliata e senza alternative, Helen parte. Durante il tragitto, però, il treno deraglia in un incidente devastante.
Sopravvissuta allo schianto, Helen viene erroneamente scambiata per Patrice Harkness, una donna incinta morta nell’incidente. Approfittando della confusione, Helen partorisce in ospedale e viene accolta dalla ricca famiglia Harkness, convinta che lei sia la nuora sopravvissuta. Il marito di Patrice, Hugh Harkness, è morto nello schianto e i familiari non avevano mai conosciuto la vera Patrice. Ritenendo i comportamenti strani di Helen un effetto del trauma, la accolgono senza sospetti.
Mentre si ambienta in una nuova vita che le garantisce sicurezza per suo figlio, Helen si avvicina a Bill Harkness, fratello di Hugh, che finisce per innamorarsi di lei. La situazione precipita quando Stephen la rintraccia, deciso a ricattarla dopo aver finto di identificarla come vittima dell’incidente. Pretende denaro e minaccia di rivelare tutto se non lo sposa. Helen, esasperata, si reca con una pistola nell’appartamento di Stephen e lo trova già morto. Spara comunque e poi, in preda al panico, accetta l’aiuto di Bill per nascondere la verità. Bill e sua madre, consapevoli che Helen sta affrontando qualcosa di oscuro, decidono di proteggerla. La madre di Bill, gravemente malata, le lascia una lettera con una sorprendente dichiarazione, da consegnare solo se le autorità dovessero cercarla. Il passato torna a galla quando il corpo di Stephen viene ritrovato. Helen è costretta a confessare ma emergono elementi inattesi che cambieranno il corso degli eventi.